# 夜明けの雨はピアニッシモ
「夜明けの雨はピアニッシモ」(よあけのあめはピアニッシモ)は2004年11月17日にアップフロントワークス（地中海レーベル）より発売された相田翔子の4枚目のメジャーシングル。

## 内容
アップフロントワークス移籍後のソロ第1弾シングル。シングルの発売は因幡晃とのデュエット『クレタの白い砂』以来7ヶ月ぶり、ソロ・シングルとしては前作『ゆりかごを揺すられて』以来約6年6ヶ月ぶりのリリースとなる。なお、ソロのオリジナル楽曲としては、本作の前に映画『ほたるの星』（2004年3月公開）の劇中歌『ほたる列車』（Produced by  つんく♂）があるが、本作には未収録となり、これ以降も正式な発売はされなかった。
本作以降、配信限定シングルやアルバムの発売はあったものの、CDシングルのリリースとしては途絶えている。

## 収録曲
※ 全作曲：羽場仁志、全編曲：佐藤準。
1. 夜明けの雨はピアニッシモ
作詞：岩里祐穂
2. もっと ありのまま
作詞：相田翔子
3. 夜明けの雨はピアニッシモ（Instrumental）
4. もっと ありのまま（Instrumental）

## 注
1. ↑  インディーズシングルの「i Julia」、および因幡晃とのデュエットによるメジャーシングルの「クレタの白い砂」を含めると通算6枚目。